# Andrea de Jorio
Andrea de Jorio (Procida, 16 febbraio 1769 – Napoli, 1º febbraio 1851) è stato un archeologo ed etnografo italiano.

## Biografia
Studiò nel seminario arcivescovile di Napoli, dove ebbe come precettori, tra gli altri, Bernardo della Torre e Bartolomeo Malizia. Dal 1805 fu canonico della Cattedrale di Napoli, carica che gli aprì le porte per altri incarichi. Dal 1810 fu, infatti, ispettore generale alla pubblica istruzione di Napoli, mentre, dall'anno successivo, si occupò della conservazione della sala dei vasi etruschi del Real Museo Borbonico. Da questo periodo cominciò ad interessarsi maggiormente delle antichità, visitando scavi e scrivendo sui ritrovamenti archeologici. Le sue pubblicazioni di argomenti connessi a tali  tematiche, come quelle relative ai siti più importanti del napoletano, da Ercolano a Pompei, da Cuma a Pozzuoli, furono le guide di riferimento del XIX secolo per i viaggiatori e gli antichisti. Per la sua attività fu decorato commendatore dell'Ordine dell'Aquila Rossa da Federico Guglielmo III di Prussia e, dal 1833, entrò a far parte dei soci dell'Accademia Ercolanese.
Come ha ricordato Benedetto Croce a proposito del linguaggio dei gesti, il volume più noto del canonico di Procida è rappresentato da La mimica degli antichi del 1832, in cui è stata per la prima volta studiata la gestualità dei napoletani, individuando una continuità dall'epoca antica ad oggi sul linguaggio del corpo, in particolare mostrando le similitudini tra il pari linguaggio degli antichi greci, ricavato grazie alle raffigurazioni presenti su vasi e reperti archeologici: questo tema, secondo alcuni studiosi, potrebbe fare di de Jorio il primo etnografo della mimica.
Tuttavia, proprio lui, autore di un volume, quale quello sopra ricordato, in cui vengono anche descritti i modi di «fare le corna», sarebbe stato additato dal popolo napoletano come uno dei principali iettatori della città partenopea: è celebre in tal senso l'aneddoto, narrato da Alexandre Dumas padre in un capitolo del Corricolo, secondo il quale il «canonico Oiori» (che Croce intuì non essere altro che l'anagramma di De Jorio), chiedendo lungamente a Ferdinando I di essere ricevuto, per presentargli una pubblicazione, riuscì infine ad ottenere udienza solo il giorno in cui il sovrano borbonico morì.
Sepolto nella Basilica di Santa Restituta, la sua iscrizione funeraria venne dettata da Bernardo Quaranta.

## Opere principali
- Istruzioni di commercio e suo stato antico e moderno, 3 voll., Stamp. Simoniana, Napoli 1804, su books.google.it.
- Scheletri cumani, Stamp. Simoniana, Napoli 1810, su books.google.it.
- Massime politico-morali per la cristiana gioventù, II ed., Sangiacomo, Napoli 1816, su books.google.it.
- Guida di Pozzuoli e contorno, De Bonis, Napoli 1817, su books.google.it.
- Ricerche sul tempio di Serapide in Pozzuoli, Stamp. Società Filomatica, Napoli 1820, su books.google.it.
- Metodo per rinvenire e frugare i sepolcri degli antichi, Stamp. Società Filomatica, Napoli 1824, su books.google.it.
- Viaggio di Enea all'Inferno, ed agli Elisii, II ed., Stamp. Francese, Napoli 1825, su books.google.it.
- Real Museo Borbonico. Galleria de' vasi, Stamp. Francese, Napoli 1825, su books.google.it.
- Real Museo Borbonico. Officina de' papiri, Stamp. Francese, Napoli 1825, su books.google.it.
- Notizie su gli scavi di Ercolano, Stamp. Francese, Napoli 1827, su books.google.it.
- Plan de Pompei, Imprimerie française, Naples 1828, su books.google.it.
- La mimica degli antichi investigata nel gestire napoletano, Stamp. del Fibreno, Napoli 1832, su books.google.it.
- Indicazione del più rimarcabile in Napoli e nel contorno, n.ed., Stamp. del Fibreno, Napoli 1835, su books.google.it.
- Guida di Pompei, trad. it. di E. Carrillo, Stamp. del Fibreno, Napoli 1836, su books.google.it.
- Guida per le catacombe di San Gennaro de' poveri, Tip. del Vesuvio, Napoli 1839, su books.google.it.